# الخورال الأكبر للدولة
الخورال الأكبر للدولة (بالمنغولية: Улсын Их Хурал )‏ هي الهيئة التشريعية في منغوليا، التي تأسست في نوفمبر 1924، وتتكون من 76 مقعداً.